# Bibliotheca Hagiographica Graeca

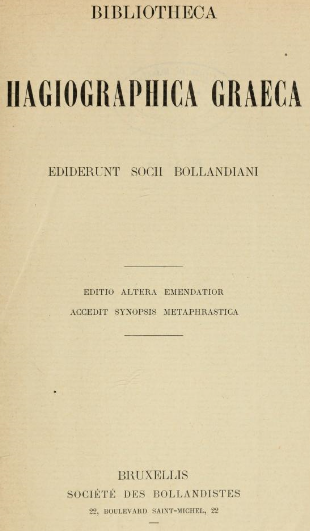
Титульный лист «Bibliotheca Hagiographica Graeca» издания 1909 года

Bibliotheca Hagiographica Graeca (Библиоте́ка гре́ческой агиогра́фии) — каталог греческих агиографических материалов, в числе которых древние литературные произведения: жития святых, сказания о перенесении их мощей, рассказы об их чудесах. В научной литературе принято сокращённое название  BHG. 
Имена святых в каталоге расположены в алфавитном порядке. В каталоге также указаны рукописи, инципиты и печатные издания. Первые два тома (1895 и 1909 годов) были подготовлены болландистами под руководством Ипполита Делеэ. У последних изданий был один редактор — Франсуа Алькен (фр. François Halkin). BHG вместе с Bibliotheca Hagiographica Latina и Bibliotheca Hagiographica Orientalis являются наиболее полезными инструментами для исследования литературных документов, касающихся жизни святых.

## Издания
- Bibliotheca hagiographica graeca; seu, Elenchus vitarum sanctorum, ed. Société des Bollandistes (Bruxelles: Apud editories, 1895).
- Bibliotheca hagiographica graeca, 2nd ed., ed. Société des Bollandistes, Subsidia Hagiographica 8 (Bruxelles: Société des Bollandistes, 1909).
- Bibliotheca hagiographica graeca, 3rd ed., 3 vols., ed. François Halkin, Subsidia Hagiographica 8a (Bruxelles: Société des Bollandistes, 1957 [reprinted 1986]).
- Bibliotheca hagiographica graeca. Auctarium, ed. François Halkin, Subsidia Hagiographica 47 (Brussels: Société des Bollandistes, 1969).
- Bibliotheca hagiographica graeca. Novum Auctarium, ed. François Halkin, Subsidia Hagiographica 65 (Bruxelles: Société des Bollandistes, 1984).